# Aethopyga christinae
Beija-flor-de-cauda-forcada ou nectarínia-rabiforcada (Aethopyga christinae) é uma espécie de ave da família Nectariniidae.
Pode ser encontrada nos seguintes países: China, Hong Kong, Laos e Vietname.
Os seus habitats naturais são: florestas subtropicais ou tropicais húmidas de baixa altitude.